# بنوك مصر للتقدم التكنولوجي
شركة بنوك مصر للتقدم التكنولوجي هي شركة مساهمة حكومية مصرية، تابعة للبنك المركزي المصري، أنشأت سنة 1995 بشراكة ومساهمة من البنك المركزي المصري وعدد من البنوك العاملة في السوق المصري، تعمل في مجال أعمال المحول القومي لأوامر الدفع، أعمال المقاصة الإلكترونية، الدفع الإلكتروني، وكذلك تصميم أنظمة المعلومات والبرامج الخاصة بالمدفوعات الإلكترونية داخل مصر، تمتلك الشركة شبكة ربط البنوك 123، علامة ميزة، وتطبيق إنستاباي.

## المساهمون
تتوزع نسب المساهمين في الشركة كالتالي:
- البنك المركزي المصري (58.75%).
- بنك الاستثمار القومي (20.52%).
- البنك الأهلي المصري (12.93%).
- بنك مصر (7.8%).

## وصلات خارجية
- الموقع الرسمي